# Стрелецьк (Челябінська область)
Стрелецьк (рос. Стрелецк) — селище у Троїцькому районі Челябінської області Російської Федерації.
Входить до складу муніципального утворення Кособродське сільське поселення. Населення становить 212 осіб (2010). Населений пункт розташований на землях українського культурного та етнічного краю Сірий Клин.

## Історія
Від 20 лютого 1924 року належить до Троїцького району Челябінської області.
Згідно із законом від 28 жовтня 2004 року органом місцевого самоврядування є Кособродське сільське поселення.

## Населення
| 2002 | 2010 |
| ---- | ---- |
| 291  | ↘212 |